# Casa dei Delfini
La Casa dei Delfini, in olandese Huis De Dolphijn, è uno storico edificio della città di Amsterdam, nei Paesi Bassi.
Sorge al 140-142 del Singel e rappresenta un notevole esempio di architettura rinascimentale olandese, probabilmente la prima importante commissione privata eseguita da Hendrick de Keyser il Vecchio.

## Storia e descrizione

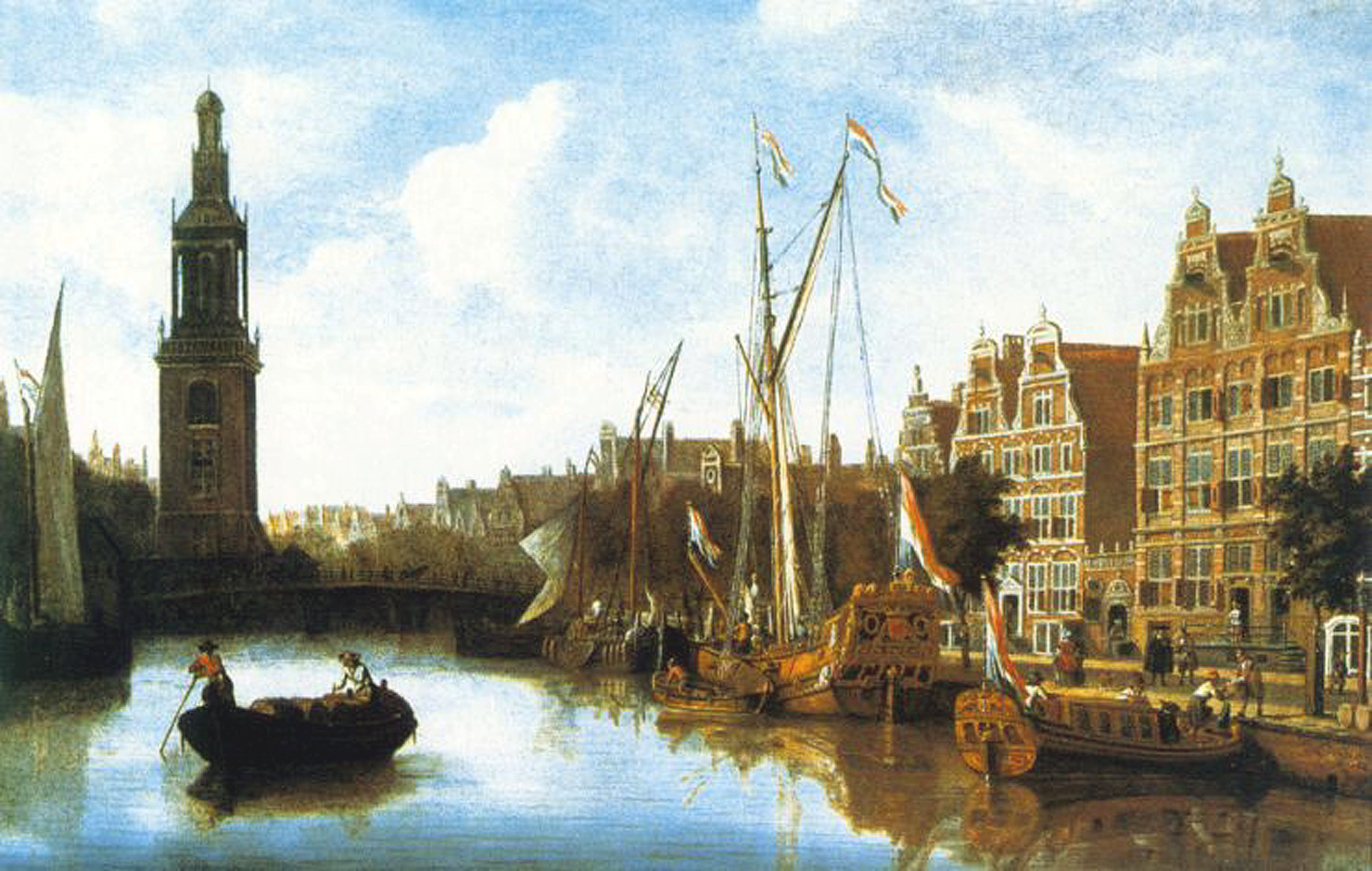
Veduta del Singel con la Roodenpoortstoren (Torre della Porta Rossa) e la Casa, Abram Storck, 1684.

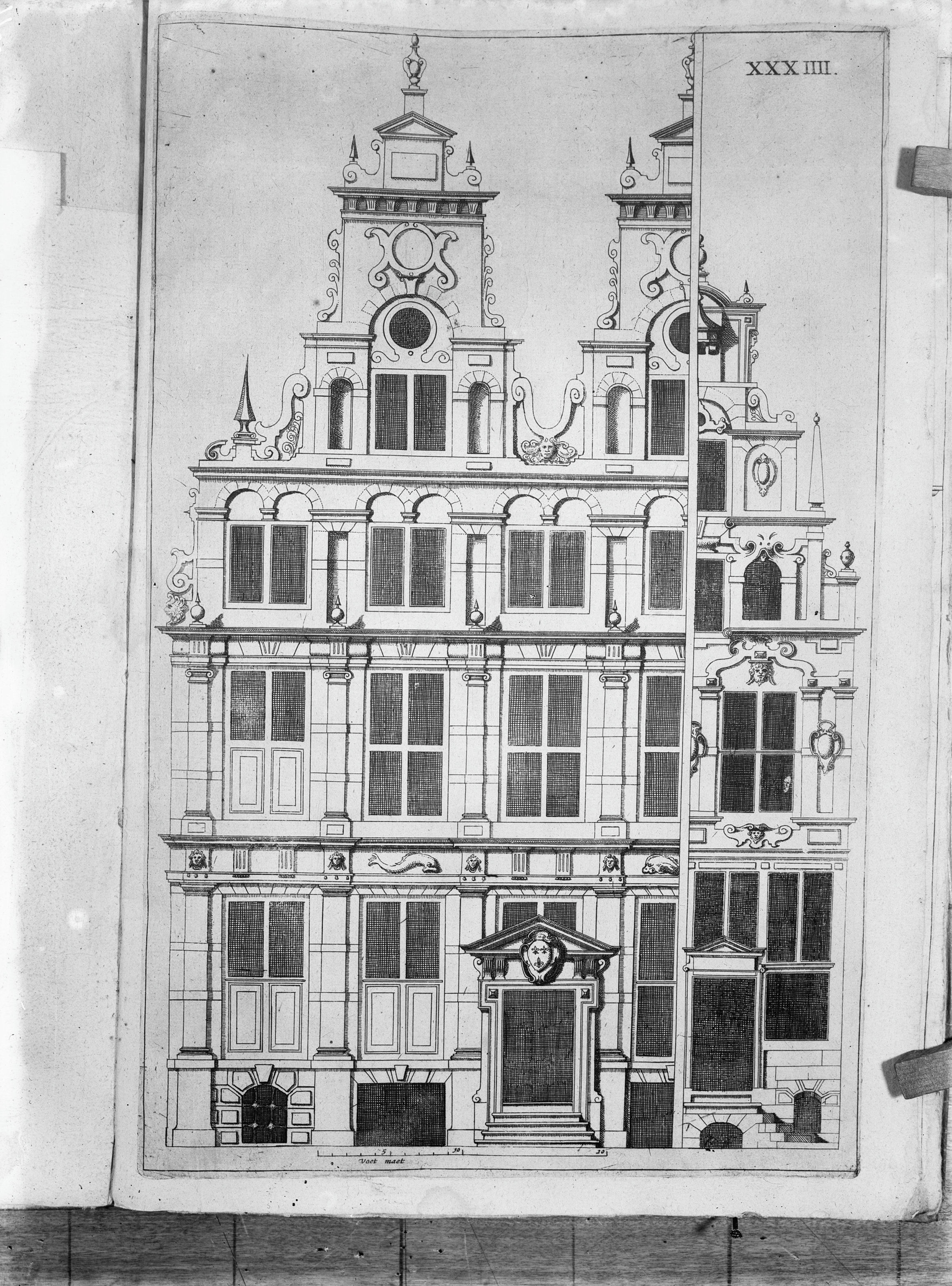
Il disegno originale di De Keyser in Architettura Moderna.

La casa fu costruita da Hendrick de Keyser il Vecchio tra il 1599 e il 1602 come residenza per il mercante e umanista Hendrik Laurenszoon Spiegel (1549-1612). 
Insieme alla Casa Bartolotti e alla Casa delle Teste è uno dei tre esempi di dimora di inizio XVII secolo a lotto doppio (costruita su due lotti vicini). La dimora, in origine, aveva anche uno sbocco sulla'Herengracht, che fino al 1613 era un canale dietro il terrapieno delle mura cittadine.
La bella facciata, nel tipico rivestimento olandese a bande alternate di mattoni rossi e pietre arenarie detto speklagen (strati di pancetta), è divisa in tre livelli su cinque campate ed è sormontata da due frontoni gemelli. Tuttavia, De Keyser presentò un progetto assai più ricco nelle decorazioni, che però furono limitate dal committente. Su entrambi i frontoni era affisso lo stemma di Siegel con Arione che suona la cetra su un delfino, scena che diede origine al nome con cui è conosciuta la casa.
Nel 1609 la casa fu acquistata da Volckert Overlander, commerciante, armatore e cavaliere, uno dei fondatori della Compagnia olandese delle Indie orientali, signore di Purmerend, Purmerland e Ilpendam, e un paio di volte Borgomastro di Amsterdam. Sua figlia Maria sposò nel 1630 Frans Banning Cocq, che è diventato molto popolare grazie a Rembrandt, che nel 1642 lo rappresentò al centro della Ronda di notte. Banning Cocq  fu infatti nominato scabino, borgomastro e infine colonnello della borghesia. Dal suocero ereditò tutte le sue proprietà.
Poco dopo la morte della vedova di Banning Cocq, verso il 1674, la casa è stata divisa in due parti. La scissione correva tra la terza e la quarta campata; quella grande a sinistra fu denominata De Vergulde Dolphijn, il Delfino dorato, mentre quella destra fu chiamata De Kleynde Dolphijn, Il piccolo Delfino. Entrambe le proprietà furono vendute nel 1679 a Cornelis de Vlaming van Oudshoorn (1613-1688).
Nel 1863 De Kleynde Dolphijn fu privato del timpano, rimpiazzato con un cornicione dritto. Durante il restauro del 1967 il frontone fu reintegrato su iniziativa del nuovo proprietario, Paul Guggenheim; che però semplificò ulteriormente la facciata rimuovendo le finestre crociate.